# ミョー・タント・ペ
ウ・ミョー・タント・ペ（ビルマ語: ဦးမျိုးသန့်ဖေအား U Myo Thant Pe、中国語: 苗丹佩、？ - 2022年8月7日）は、ミャンマーの外交官、大使。2019年11月より在中華人民共和国大使を務めていたが、2022年8月7日に在中国大使在任のまま昆明で死亡した。

## 生涯
彼は駐日大使館での在外勤務経験があり、2004年1月16日にソウ・フラ・ミン大使が皇居で信任状を捧呈した際には一等書記官として随行している。
2019年8月2日、次期在中国大使に指名される。同月20日の朝、ミン・トゥ次期駐日大使と共にネピドーの大統領宮殿を訪問して、ウィンミン大統領より政策指針を与えられた。同年11月22日、北京市の人民大会堂で習近平国家主席に信任状を捧呈し、在中国大使として正式に着任した。
2022年8月7日、雲南省昆明で死亡した。